# Krągi
Krągi (niem. Krangen) – wieś w Polsce położona w województwie zachodniopomorskim, w powiecie szczecineckim, w gminie Borne Sulinowo, niedaleko jeziora Pile, przy drodze krajowej nr 20 Stargard-Szczecinek-Gdynia. W jej południowej części znajduje się osiedle Krągi-Osiedle (zwane też Zylongiem), we wschodniej – Krągi-Leśniczówka (zwane też Meksykiem). W latach 1946–54  siedziba gminy Krągi.
W 1933 na południowym krańcu wsi (Zylongu) założono poligon Wehrmachtu, po II wojnie światowej zajmowany przez Armię Radziecką.
Wieś Krągi ma 393 mieszkańców, z czego 49,6% stanowią kobiety, a 50,4% mężczyźni. W latach 1998-2021 liczba mieszkańców wzrosła o 26,8%.
We wsi znajduje się ryglowany kościół filialny pod wezwaniem Św. Antoniego (obecnie Matki Boskiej Królowej Polski), wzniesiony w 1891 roku. Od strony zachodniej stoi drewniana wieża, którą wieńczy piramidalno-iglicowy hełm.